# Tharpyna simpsoni
Tharpyna simpsoni är en spindelart som beskrevs av Hickman 1944. Tharpyna simpsoni ingår i släktet Tharpyna och familjen krabbspindlar.
Artens utbredningsområde är Sydaustralien. Inga underarter finns listade i Catalogue of Life.